# 14623 Kamoun
14623 Kamoun eller 1998 UE24 är en asteroid i huvudbältet som upptäcktes den 17 oktober 1998 av LONEOS vid Anderson Mesa Station. Den är uppkallad efter astronomen Paul G. D. Kamoun.
Asteroiden har en diameter på ungefär 6 kilometer.